# 方克光

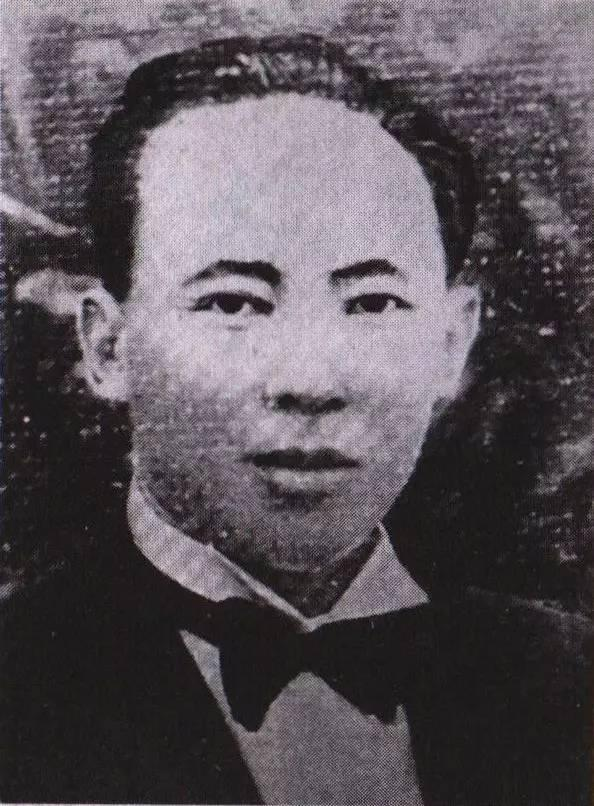
方克光

方克光（1899年—1953年7月），字裕之，傣族，云南省芒市人。曾任芒市土司代办，中华人民共和国成立后任潞西县联合政府协商委员会主任委员、保山专区联合政府副主席、云南省民族事务委员会委员等职:109。

## 生平
方克光出身土司世家，为二十一世土司放正德三子，1921年毕业于缅甸仰光华侨中学，1922年任芒市土司护印。1931年，二十二世土司方克明病故，因小土司方云龙年幼，族目公推方克光任代办，受其弟方克胜阻挠。1936年方云龙夭亡后，云南省政府正式委任方克光代办芒市安抚司。方克光任内的政务纪要包括：将土司的杂派折算成官租收交、创办了“中正小学”（今芒市第一小学）在内的多所学校、创办“公司”贷款给农民赎回被龙陵地主典买的土地、抢修滇缅公路等:16。1937年，受云南省主席龙云邀请，赴南京、苏州、杭州等地参观。1942年日军占领潞西后，迫于形势出任“维持会”会长。1943年9月，云南省政府核准方克光有附敌罪，下令通缉究办。1944年5月，日军将方克光与土司方御龙一并押到缅甸木邦软禁，后于12月逃脱。1945年，孙立人将方克光被俘及逃脱经过呈报国民政府军事委员会，恳请嘉奖，4月27日获得蒋中正、宋子文签署的训令。方克光回到芒市后，因滇西反攻时期宋希濂委任方克胜为芒市土司代办，形成了两个代办并存的局面。1947年在与方克胜的博弈中败落，弃家小出走缅甸木邦。1950年5月，经中国共产党争取，回到芒市继任土司代办，并动员遮放土司多英培、瑞丽土司衎景泰回归，于8月28日与陇川土司多永安、瑞丽土司衎景泰、遮放土司多英培、勐板土千总代办蒋家杰联合订立“拥护解放誓词”:158-159。同年赴北京参加国庆盛典，受到毛泽东的接见。后任潞西县民族联合政府协商委员会主任委员、保山专区各民族联合政府副主席、云南省民族事务委员会委员等职。1953年7月病故。:468-469:15-20
时任云南省长郭影秋为方克光题写挽联：“恰值祖国解放归来，君具卓识；正当边疆需人孔急，我有余哀”。:504